# Cyanolyca
Cyanolyca är ett fågelsläkte i familjen kråkfåglar inom ordningen tättingar. Släktet omfattar nio arter som förekommer i Latinamerika från Mexiko till norra Bolivia:
- Vitstrupig skrika (C. mirabilis)
- Dvärgskrika (C. nanus)
- Svartstrupig skrika (C. pumilo)
- Diademskrika (C. argentigula)
- Azurkronad skrika (C. cucullata)
- Praktskrika (C. pulchra)
- Svartkragad skrika (C. armillata)
- Turkosskrika (C. turcosa)
- Vitpannad skrika (C. viridicyanus)